# 八戸三社大祭

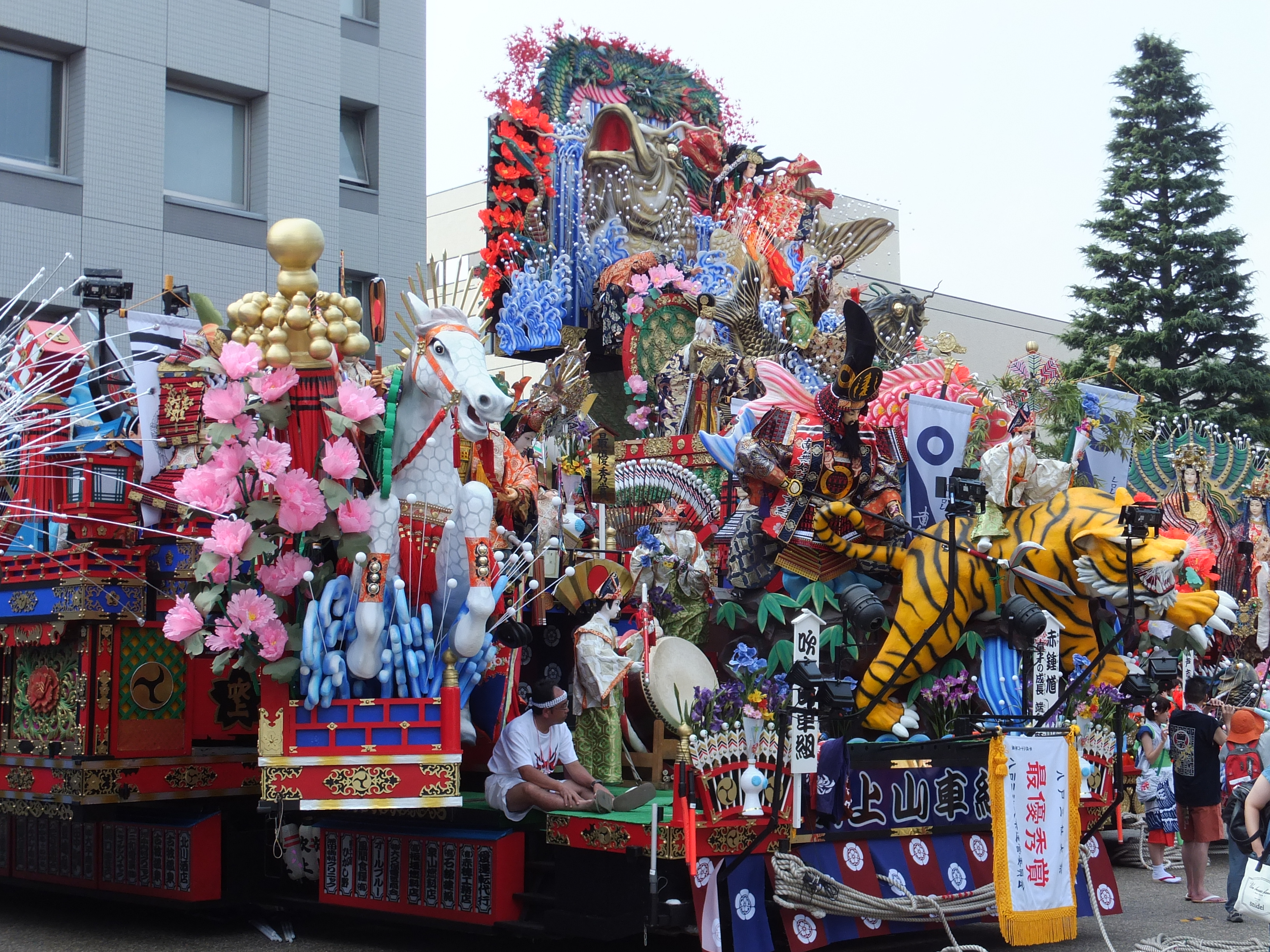
絢爛豪華な八戸三社大祭の山車

八戸三社大祭（はちのへさんしゃたいさい）は、毎年7月31日から8月4日に青森県八戸市で行われる神社神道の祭礼である。7月31日の前夜祭、1日の「御通り（神幸祭）」、2日の「中日」、3日の「御還り（還幸祭）」、4日の後夜祭という日程で行われる。
「三社」とは、八戸市内に鎮座する法霊山龗（おがみ）神社（法霊神社）・長者山新羅神社・神明宮のことで、三社の神輿行列と市内各町を中心とした組の20数台の華麗な人形山車が神社の氏子として八戸市中心市街地を巡行する。期間中は105万から140万人程度の観光客が訪れる。
2004年2月6日に、「八戸三社大祭の山車行事」として重要無形民俗文化財に指定された。
2016年11月30日に八戸三社大祭を含む全国33の「山・鉾・屋台行事」がユネスコ無形文化遺産代表一覧表に記載が決定し、指定された。それを記念し、2017年は期間を1日延長して、8月5日をユネスコ登録記念の記念祭として実施された。
2020年、大祭の起源となる龗神社神輿渡御祭の300年目を迎え、三神社合同例祭の八戸三社大祭としても135年目を迎えたが、新型コロナウイルスの感染状況を考慮し、前夜祭神事、行列渡御神事、夜間合同運行神事、後夜祭神事等一切の付帯行事が中止となり、各神社祭典神事のみの開催となる旨が八戸三社大祭運営員会より発表された。
2022年、八戸市内で新型コロナウイルス感染爆発を引き起こし、過去最高の感染者数を連日更新していた事を受け、3年連続で附帯行事一切を中止する事が発表されたが、はちのへ山車振興会の小笠原修会長が独自に山車運行を計画、熊谷雄一八戸市長と滝沢求参議院議員の行列参加のもと、伝統芸能団体を引き連れて行列の体裁を為した上で運行を行った。
これにより、100年以上受け継がれてきた、行列運行は神社行列に附帯するという形式はこの年を持って断絶を迎えたが、むしろ市民からは盛況で評判も良く、神社無しでも山車運行は可能であるという現代に見合った新しい形式を示す事に成功した。

## 起源・歴史
江戸時代の享保6年（1721年）、陸奥國八戸藩総鎮守の法霊社（現在の龗神社）に対し、日和乞並びに豊作感謝の意を込めて、神輿を長者山虚空蔵堂（明治になり神仏分離令により長者山新羅神社）に渡らせたのが三社大祭の始まりである。当時は法霊社の神輿行列は市内を神幸渡御し長者山に到着後、中日には長者山で法霊社別当（現、龗神社宮司）によって例祭が執り行われ、3日目に行列ともども法霊社に還御するという神事だった。のちにその神輿行列に対して踊りや屋台山車などを奉納する形で町民がついて回り、現在の形へとつながってゆく。
江戸時代当時法霊社祭礼は藩による運営で、神輿行列許可、祭礼日程などは全て藩によって取り仕切られ、要職にあった家臣が徒目付や奉行として行列運行の役を担っていた。また、城内二の丸に鎮座していた法霊社は、すぐ近くに南部家の居城があった関係で一般の参拝が許されていなかったが、祭礼の時期だけは午前8時から午後4時までの間のみ、一般領民などの参拝が許されていた。江戸期の祭礼の様子に関しては、八戸藩日記、法霊御神事諸事覚、法霊御神事日記など、藩などが記した文献で確認されている。
現在は、三社大祭を執り行う根拠となる法霊山龗神社の神社行列に加え、明治期になって衰退していた大祭の再興を目的とし、大澤多門の発案により参加した長者山新羅神社、神明宮の各神社行列、それに附祭として合計27台の豪華絢爛で巨大な山車が市内中心部を運行する形となっている。
龗神社の例祭に新羅神社と神明宮が参加してからは、中日例大祭に長者山で龗神社宮司が執り行っていた例大祭や直会による振る舞いなどが長者山新羅神社の例大祭へと変化し、龗神社御神輿や神職による長者山への逗留も廃止され、各神社日帰りの祭りになっている。
この大祭の起源から変遷の歴史を重要視する観点から、三社大祭はあくまでも発祥である龗神社の祭礼であり唯一の根拠であると考え、二神社と比べて龗神社を特別に重要視する傾向が非常に強くあるが、龗神社の見解としては、27台ある山車もどこの神社の附祭かによって奉斎する神が違い願意も異なるため、三社大祭とは連綿と続く国民性や国体の指針としてその精神を伝える形に過ぎず、本質であるその祈りの価値に上下があるなどということは考えられないとしている。
各神社への附祭となる山車の大きな特徴は人形がせり上がり、左右の大きく広がる仕掛けを持つ豪華な山車にある。当初は1体の人形を乗せる程度だったものが、明治の中頃より物語を表現する山車に変化し、昭和50年代頃から徐々に仕掛けが施されるようになった。近年では煙が吹き上がるなどの仕掛けもあり、豪華さ、荘厳さでは他に例を見ない規模となっている。
山車は町内ごとに製作されるが、これも明治時代に大澤多門が発案したものである。

### 明治～戦前
明治中期頃、龗神社神輿渡御祭は従来のように藩の運営ではなく龗神社自体の運営に任されるようになり、戦争の影響も多大で費用面を含め衰退していった。その立て直しのために大澤多門の発案で、今まで御旅所として逗留していた長者山新羅神社からも行列を出すようになり、1881年に長者山新羅神社が龗神社祭礼に参加して2社合同例祭となる。その5年後、神明宮氏子より龗神社宮司に神明宮も行列を仕立てて参加したい旨の具申があり、1886年より神明宮が参加し、3神社合同例祭の八戸三社大祭が誕生した。
同時期、やはり大澤多門の発案で、神楽や手踊り、虎舞などの伝統芸能を八戸全域から参加させることで城下町の祭礼から八戸全体の祭礼へと広げていこうとする試みが行われ始め、現在の中心街以外の芸能団体が多く参加する現在の形へと変化し、現代の三社大祭が八戸全体の祭りとなる基礎を担った。この、芸能のいわばオールスターが参加するような行列の在り方こそが、八戸三社大祭の最も注視すべき特徴の一つとされ、神社行列とともに現在の三社大祭の形式をつないできた立役者と言われている。
山車に関しては、明治時代の中ごろまでは、江戸時代の影響を色濃く残した人形山車が使用されていた。明治20年頃から、様々な飾りをつけた風流山車と呼ばれる山車が流行し、江戸時代からの伝統的な山車は衰退していった。祭における当時の山車の位置づけは「附祭」とされたが、明治30年代から「山車」との表記が定着するようになる。
明治時代の山車の構造は、現在残されている当時の写真から見る限り、台車、岩や波などの飾り、人形による三層構造の山車となっている。
また、昭和初期までは祭り期間の間、丸い軒提灯が飾られ、1メートル程度竹に花をつけた「軒花」と呼ばれる飾りが商店街につけられた。そのほか商店街では祭りにあわせ店頭に蓄音機で音楽を流したり、活花を飾るなどの催しが行われていたようである。

### 戦後～現在

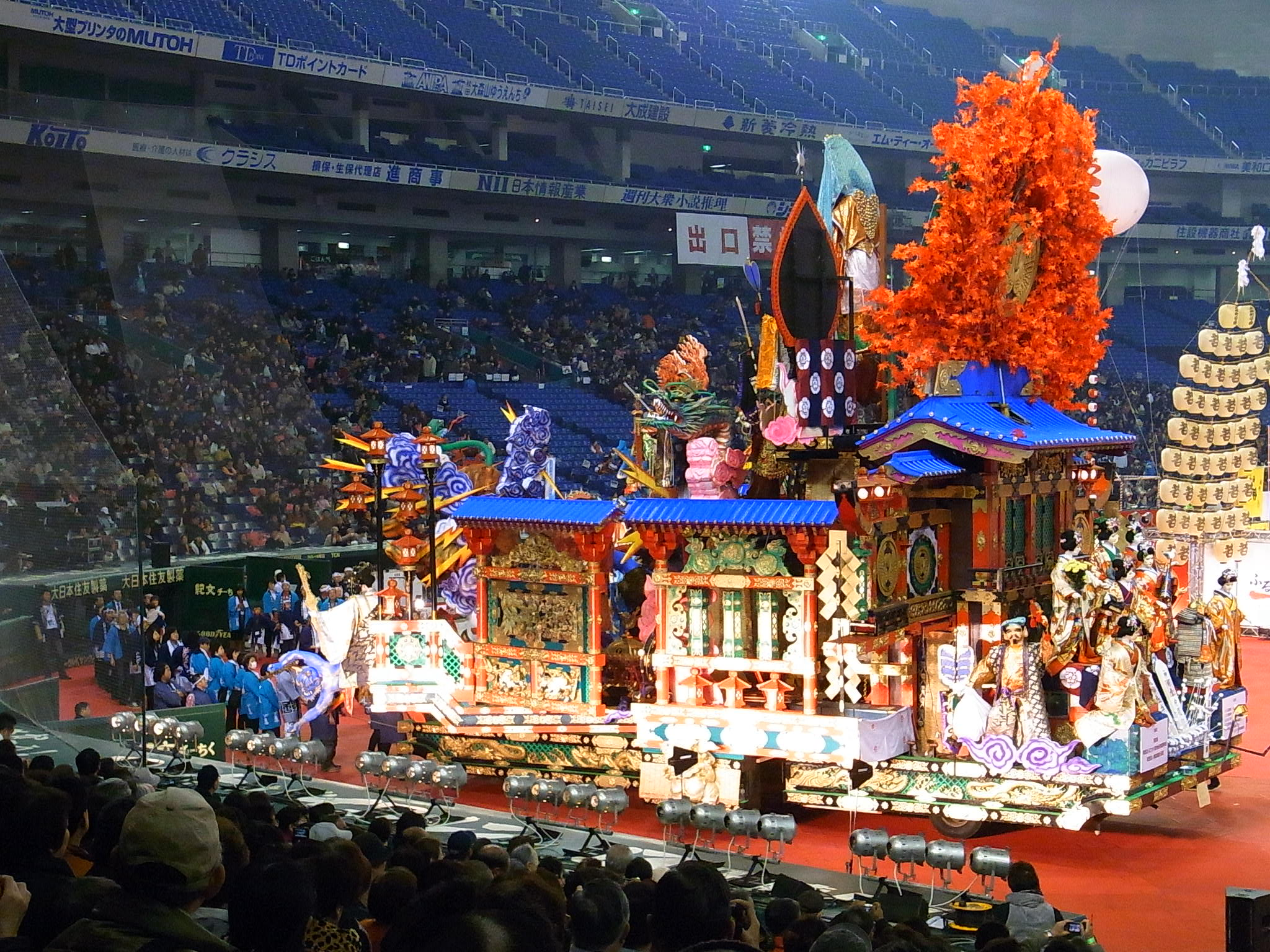
毎年1月、東京ドームで「ふるさと祭り東京 〜日本のまつり・故郷の味〜」が開催される

昭和41年（1966年）から昭和49年（1974年）まで一時期「はちのへ祭り」と変更されていた時期がある。これは「全市的バックアップで東北四大祭りに肩を並べよう」という観光面における構想から行われたもので、当時資金難に陥っていた神社側と町内会側はこれをいったんは容認した。
しかし、やがて神社関係者や地元有識者などから「神社神事であることが忘れられてしまう。観光主体の祭りになってしまう。」との声が上がり、観光戦略としても効果があげられず失敗を重ねていたため、元の名称に戻された。
略称は「三社大祭」で、「三社」は「さんじゃ」ではなく「さんしゃ」と読む。
三社大祭は祇園祭の流れを汲む初秋の昼における祭典（神社神道の祭祀は祭典と呼ばれる）とそれの附帯行事である神幸還幸行列の祭りであって、あくまでも神社神道式神事である。青森ねぶたなどのように、宵宮や燈籠流しの意味合いを持ち晩夏の夜における客参加型祭事であるねふたとは、神事（セレモニー）であるか、神事ではなく伝承物語に基づく民間風習の催し物（フェスティバル）であるかの部分が大きく異なる。
間違った認識も蔓延するようになっている。その代表例として八戸テレビで中継される際に解説されている、神明宮の祭神における神格が上だから先頭を歩くという解説は、非常に驚くべき明らかな間違いである。三社大祭の古文献には先導役として神明宮が先頭を歩くと明記されている上に、そもそも神社神道では、主となる御神体や宮司などが先頭を歩くのは祭式作法としてなく、先頭は前導所役という先導役が歩くものであるため、この作法を元に構成された順番だというのが真実である。この神格の順番説は、後から観光戦略的に参加した新羅神社や神明宮の立場を気にした人々が、どうにか龗神社と等しく立ち位置を確保したいという思いで考えた作り話が広がってしまったものである。
また2022年、はちのへ山車振興会によって、歴史上今まで存在しなかったどこの神社にも属さない単独イベント山車が誕生し、神社行列なしの単独運行を行った。この運行により、100年以上続いてきた神社行列と山車の合同運行形式は断絶を迎えたが、神社行列なしでも運行は可能であるという新しい時代の形式を示し、市民の歓迎を受け盛況の中この年の大祭が終了した。

### 年表
- 享保6年（1721年） - 法霊社（現在の龗神社）の神輿が八戸城下を巡り、長者山に渡る。
- 文政元年（1819年） - 「屋台芸者車引」（現在の「華屋台」のもと）が神輿行列に加わる。
- 文政3年（1821年） - 鮫の虎舞が行列に加わる。
- 文政8年（1825年） - 法霊社祭礼の日程を旧暦7月20日から3日間に変更となる。
- 弘化3年（1846年） - 法霊社祭礼の前日に夜祭を始める。
- 明治14年（1881年） - 長者山新羅神社が行列に加わる。
- 明治19年（1886年） - 神明宮が行列に加わり、城内の龗神社、城下の神明宮、城外の神羅神社というバランスの取れた三神社合同例祭の八戸三社大祭が誕生する。
- 昭和33年（1958年） - 八戸警察署より、電線切断事故防止のため高さ4メートル以内厳守の要望が出される。
- 昭和35年（1960年） - 日程が8月20日から8月23日に変更される。
- 昭和39年（1964年） - 祭りの運営が三社から三社大祭運営委員会に移される。
- 昭和41年（1966年） - 三社大祭の名称が「はちのへ祭り」に変更される。
- 昭和50年（1975年） - 「はちのへ祭り」から三社大祭の名称に戻される。
- 昭和57年（1982年） - 日程が現在の8月1日から8月3日に変更される。
- 平成15年（2003年） - 三社大祭の日程に後夜祭が加えられる。
- 平成19年（2007年） - 一般客が参加可能な「三社大祭引っ張り隊」の制度が導入される。
- 平成26年（2014年） - 山車の仕掛けを動かす際は停止して動かす方式に統一される。
- 令和2年（2020年） - 戦後初の行列運行中止が三社大祭運営委員会より発表される。
- 令和４年（2022年）-新型コロナウイルス感染症の感染拡大により、3年連続で中止となった代替で、置き山車展示や各山車組が共同制作した山車の運行、お囃子披露などの行事が開催される。これにより、100年以上続いてきた山車運行は神社行列に伴うものであるという伝統が断絶を迎えた。
- 令和5年（2023年）-4年ぶりに前夜祭神事、行列渡御神事、夜間合同運行、後夜祭神事等の付帯行事が全て執り行われた。

## 開催期間・日程
開催期間は7月31日から8月4日。
- 前夜祭（7月31日） - 八戸市中心市街地と八戸市庁前に山車が集結し、一斉にお囃子を演ずる。18時から開始。
- お通り（8月1日） - 龗神社にて八戸市長や三神社神職など関係者参加による神事並びに出発式。その後市庁前を出発し市内中心街にて神社行列と附祭山車組による合同運行。
- 中日（8月2日） - 山車の夜間合同運行（2010年は八戸市中心市街地に山車が集結し、一斉にお囃子を演ずる）。
- お還り（8月3日） - 新羅神社前を出発し市内中心街にて神社行列と附祭山車組による合同運行。
- 後夜祭（8月4日） - 前夜祭と同じ進行（2010年は山車の夜間合同運行）。後夜祭は2003年に新設。

ただし、龗神社では、元々の法霊社祭礼日程（旧暦7月20日）において大祭中日にあたる9月2日に、山車組関係者や行列供奉者、VISITはちのへ会長などの参列によって現在でも例大祭を執り行っており、この日をもって全ての三社大祭神事が納められたとしている。2017年は前年にユネスコの無形文化遺産に登録されたことを記念して、期間を1日延長して8月5日まで実施し、ユネスコ無形文化遺産登録記念祭の特別祭として当日は市庁前の市民広場でセレモニー、17台の山車展示、お囃子・神楽披露が行われた。
また、期間中は八戸市庁前市民広場、長者まつりんぐ広場、八戸まちなか広場 マチニワに「お祭り広場」が設けられ、多くの出店が立ち並ぶ。八戸市庁前では祭り期間の後半の3日間（中日から後夜祭にかけて）に八戸青年会議所の主催で開催される。さらに、はっちでも歴史を重んじたやや小型の山車が展示される。

## 運行コース
運行コースは近年、観光客に配慮する形でその年により変更されている。
現在の運行コースは以下の通りである。
- お通り（8月1日） - 八戸市庁前出発（本来の意味は龗神社出発）。三日町・荒町を通過し、ゆりの木通りを運行。
- 中日（8月2日） - 八戸市庁前出発。八日町・柏崎新町を通過し、六日町、廿六日町を経て三日町へ一巡する形で運行。2024年からは出発地点を、八戸市庁前から三日町交差点前（番町側）に変更。
- お還り（8月3日） - 鍛冶町付近より出発（本来の意味は長者山新羅神社出発）。六日町・柏崎新町を通過し、十三日町まで運行（ただし龗神社の山車は三日町の手前で右折）。

## 観覧・参加方法
- 有料観覧席 - お通り、お還り、後夜祭の各コースに数百席が用意される。
- 有料引っ張り隊 - 山車を引っ張るのは、基本的には各山車の町内の人たちであるが、2007年に八戸市外の人や観光客も申し込みにより山車の引き子として参加できる制度が導入された。はっぴ、花笠、豆絞り、公式ガイドブック、傷害保険が用意される。

## 山車展示場所
三社大祭期間以外では、以下の場所で山車を見学できる。
- 八戸地域地場産業振興センター『ユートリー』 - 1階ホールに山車を展示。八戸駅東口近く。
- 八戸市庁 - 本館1階にミニチュアの山車を展示（イベントで貸し出される場合あり）。
- 龗神社 - 江戸時代の山車に使われた人形と、祭りの起源である御神輿が展示されている。本八戸駅南口から徒歩5分。
- 八戸ポータルミュージアム はっち - ２階にミニチュアの山車を展示。本八戸駅南口から徒歩10分。

## 三社大祭にまつわる問題

### 運行ルート
この三社大祭の起源並びに開催の根拠は龗神社大祭であるため、御通りは龗神社より神輿並びに各神社行列と山車が出発し長者山へ向かい、御還りは長者山を出発して龗神社に還るというのが本来の意味である。
しかし、運営委員会・観光コンベンション協会などでは観光面を重視し、御還りの際、伝統的に龗神社に還るルートを変更して市内目抜き通りを直進させるという観光重視案を採用したため、御還りでは龗神社行列のみ伝統に則った運行ルートで御神体を帰還させ、他の山車などは龗神社に御神体が還ることには供奉せず、関係なしという状況が発生している。つまり、名称は「お還り」というが、龗神社行列以外はお還りでも何でもなく、ただ行列を組んで歩いているだけという状態がずっと続いていることになる。
この問題が持ち上がって以降当時の第三十代龗神社宮司は、御神体を正しく還御の徒につかせないという恐れを知らないこの行為をどの様に神前に奏上すればいいのかに苦しみ、附祭りが還幸に最後まで供奉しない理由を正当化する言葉が見つからずに、その旨奏上せず、という現状が続いている。
一度は龗神社も1年のみ（この年は特別に八戸市の姉妹都市であるアメリカのフェデラルウェイ市からの来賓が参加することに配慮した）という条件付きで観光協力の面から観光重視案を受け入れたものの、翌年になって、当初の約束を反故にして観光重視案を採用するという運営委員会に対し、神事の意味が失われ、ただ大規模なだけのイベントに成り下がることを恐れた神社が反発したため、現在のような形になっている。
この問題に対しては市民の間でも意見が分かれ、本来の伝統や意味よりも観光面を重要視するべきとの意見と、本来の開催意義を失った観光重視の姿勢に疑問を呈する意見が対立している状況にある。過激な意見としては山車だけあれば神社はいらないというものもあり、地元紙である東奥日報には、来年も3神社がそろって開催されることを望むなどという、まるで神社が揃わなくても大祭が行われることが前提の記事が掲載されたこともある。
近年、意味を重視するマーケティング手法に逆行する意見が市内では声高に叫ばれている。伝統軽視の例として、公式な印刷物には本来それぞれ龗神社出発・新羅神社出発となるべきところを、お通りの出発は八戸市庁前で、お還りの出発地が鍛冶町と記されている。

### 大祭維持費
この祭りを開催するにあたって神社の経済的負担は大きく、龗神社で90万～150万円前後の赤字、新羅神社で180万円～230万円前後の赤字（加賀美流騎馬打毬費用含む）、神明宮で数十万円前後の赤字を毎年出している状況にある。また、大祭に使用する祭具の維持補修などにかかる負担は一般的に販売されているようなものではないために破格に大きく、祭具保存会からの数十万円の補助金を得ていても追いつくものではなく、破損したものを補修できずに利用し続けているなどの問題も発生している。
本来あくまでも神社祭礼で、その感謝の意味で行われた祭りであるが、現状では各神社御祭神に対して市民奉仕を強いている形になっている。また日本銀行青森支店の調査によると、三社大祭は経済波及効果が80億円以上あるということだが、現状神社ではせいぜい多少の賽銭が増える程度であり、その経済効果が神社に還元されることは一切なく、前記の通りただ大祭開催のための赤字を生み出すという図式である。
つまり三社大祭とは、三神社それぞれの大損失の上にあぐらをかいて80億円超の経済波及効果及びそれに伴う税収を生み出すという負のビジネスモデルとなっており、三神社もこの窮状を運営委員会に訴えているものの、神道が行政から支援を受けることを嫌う共産主義団体と仏教団体が猛烈に反対したために、それ以上踏み込むことが出来ずに現在に至っている。

### 山車のエンジン使用問題
山車の大型化や引き子不足といった要因から、坂道などを上るにあたり人力だけでは厳しいために近年は台車にエンジンを搭載し自走可能にした山車が一般的になった。
しかし2002年、警察から自走可能な山車は改造車であり道路交通法違反との指摘を受けたため、2009年に新たな祭りのグランドデザインが策定され、2014年までに台車の軽量化・エンジンの不使用等を完了する計画が明らかにされた。ただ、この変更により山車の大きさに関する制約が厳しくなることから「祭りのアピールポイントがなくなる」として計画の実施に抵抗するものが少なくないほか、新たな台車の制作に必要な費用負担の問題もあり、実際の取り組みはバラついている。
また、坂道などでの安全対策としてもエンジンブレーキの使用などは非常に重要で、山車の引き子である子供達が安全に祭りを楽しむためにもエンジンの使用は必須であると多くの関係者が主張している。
非常に憂慮すべき点として、他県においては様々な方法で動力付きの山車台車を容認している事例があるにも関わらず八戸警察署が認めない理由について憶測や邪推が蔓延してしまっており、津軽地方出身の代々の八戸警察署長が、近年台頭してきた三社大祭を快く思わずに言いがかりをつけているなどという意見が真剣に主張され、八戸市民の多くがこれを事実として受け止めている。
2018年、国土交通省の見解として、八戸三社大祭の山車は、あくまでも山車であり車両とは一線を画すとの見解が大祭関係者や警察に伝達され、この論争には一定の決着がついたと考えられているが、警察との合意に至ったわけではなく、関係者の間ではまだ次の展開を警戒する動きが見える。

### 山車の仕掛け動作に対する制限
はちのへ山車振興会の提言により、山車が動きながら仕掛けを動かすのは危険であるため、2014年より特定の場所に差し掛かった際に山車を停止して仕掛けを動作させるようにする方式が取られた。この結果行列運行の予定時間は大幅にオーバーし、交通規制を含め各所対応に追われることになった。

### 馬に関する問題
2014年の八戸三社大祭お還りの際、龗神社へ還御する行列の中で、神輿台車を引いていた馬が暴走し、骨折などの重軽傷者を出す事故が発生した。
これを受けて、2015年、龗神社では今まで290年以上毎年使用していた馬を1頭も使わないという決断を下し、御神輿をトラックの台車に乗せて運行するという事態に発展した。
このトラックでの神輿移動に対してインターネット上をはじめ地元紙のインタビューなどでも批判的な意見が多く上がっていたが、龗神社では、2016年以降も確実な安全対策が見えない中での馬の使用に慎重な姿勢を見せており、今後馬が行列に復帰する目途が立たない状況となっている。